# The Net
The Net er en amerikansk stumfilm fra 1923 af J. Gordon Edwards.

## Medvirkende
- Barbara Castleton som Allayne Norman
- Raymond Bloomer som Bruce Norman
- Albert Roscoe
- Peggy Davis
- William H. Tooker som Mr. Royce
- Helen Tracy